# 許されざる者 (1960年の映画)
『許されざる者』（ゆるされざるもの、原題: The Unforgiven）は、1960年のアメリカ合衆国の西部劇映画。監督はジョン・ヒューストン、出演はバート・ランカスターとオードリー・ヘプバーンなど。

## 概要
メキシコのデュランゴで撮影され、オーディ・マーフィ、チャールズ・ビックフォード、リリアン・ギッシュ、ジョン・サクソン、ジョセフ・ワイズマン、ダグ・マクルーア、アルバート・サルミが脇役として出演している。物語はアラン・ルメイの小説『許されざる者』（1957年）。当時としては珍しく、この映画は西部開拓時代におけるネイティブ・アメリカンおよびネイティブ・アメリカンの血を引くと信じられていた人々に対する人種差別の問題に焦点を当てている。

## あらすじ
テキサスの平原に牧場を営むザカリー家は長男のベンを筆頭に、母親のマティルダ、次男のキャッシュ、三男のアンディ、養女レイチェルの5人暮らし。インディアンに殺された亡き父の跡を継いだベンは、思慮深く、周囲からの信望厚く、牧場経営も順調に軌道に乗っていた。
そんなベンを近隣の牧場主ゼブ・ローリンズは信頼し、一家を厚遇。ゼブは、美しく成長したレイチェルを長男チャーリーの嫁に、キャッシュの嫁に長女を、と考える。しかしその一方で、レイチェルは秘かにベンを愛していた。
順風満帆に思えた矢先、エイブ・ケルシーという怪しい老人が近辺をうろつき、「レイチェルにはインディアンの血が流れている」との噂を吹聴する。一家は人々の疑惑の中でひっそりと日々を送る。
やがて、カイオワ族インディアンの首領ロスト・バードがザカリー家を訪ね、幼き日に別れた妹を返せと迫る。妹は白人だ、と要求を拒絶するベン。だがある夜、レイチェルとの婚約のため一家を訪ねたチャーリーが、帰途待伏せたカイオワ族に惨殺されてしまう。ゼフの妻はレイチェルを罵り、一家は窮地に立たされる。
ベンは仲間とともに、災厄の源であるケルシーを捕らえる。処刑場に引きずり出すと、ケルシーは恐ろしい過去を明かす。
かつて、ケルシーはベン達の父ウィルのパートナーだった。十数年前、ウィルはインディアンに襲われた移民の赤ん坊を助けたと偽り、カイオワ族の赤ん坊を盗んだのだ。後にカイオワ族がケルシーの息子を捕らえた時、ケルシーはレイチェルを返して息子をとり戻すようウィルに頼んだ。しかし、ウィルはそれを拒み、ケルシーの息子は殺害される。ケルシーはザカリー家を呪い、一家を追って復讐を願い続けて来たのだ。
ケルシーは絞首刑に処され、ゼブはザカリー家と絶縁。一家は孤立無援となる。
事の真相を知った兄弟達はレイチェルの処遇を巡り分裂。キャッシュは家を出ていく。一方レイチェルは、家族のためにその身をカイオワ族に投じようとする。そこへベンが温くレイチェルを抱きしめる。ベンの愛の深さを知ったレイチェルは一家と共に戦うことを決意。
その夜、カイオワ族の襲撃を受ける一家。味方もなく、夜が明ける頃には銃弾は底をつき、マティルダも負傷し息を引き取った。絶体絶命の中、ベンは捨て身の作戦に打って出る。そこへキャッシュも戻り合流。カイオワ族を退けることに成功する。だが、レイチェルの元にロスト・バードが迫る――。その時、レイチェルは夢中で銃の引き金を引いた。妹、と叫んで彼は倒れる。
いとわしい過去と縁を切ったザカリー家は再び団結を得るのだった。

## キャスト
| 役名                   | 俳優                       | 日本語吹替                                             |
| 役名                   | 俳優                       | NETテレビ版                                            |
| ---------------------- | -------------------------- | ------------------------------------------------------ |
| ベン・ザカリー         | バート・ランカスター       | 久松保夫                                               |
| レイチェル・ザカリー   | オードリー・ヘプバーン     | 池田昌子                                               |
| キャッシュ・ザカリー   | オーディ・マーフィ         | 愛川欽也                                               |
| ジョニー・ポーチュガル | ジョン・サクソン           | 野田圭一                                               |
| ゼブ・ローリンズ       | チャールズ・ビックフォード | 早野寿郎                                               |
| マティルダ・ザカリー   | リリアン・ギッシュ         | 河村久子                                               |
| チャーリー・ローリンズ | アルバート・サルミ         |                                                        |
| エイブ・ケルシー       | ジョセフ・ワイズマン       | 前沢迪雄                                               |
| ヘイガー・ローリンズ   | ジューン・ウォーカー       | 麻生美代子                                             |
| ジョージア・ローリンズ | キップ・ハミルトン         | 三木弘子                                               |
| ジュード・ローリンズ   | アーノルド・メリット       |                                                        |
| アンディ・ザカリー     | ダグ・マクルーア           | 関根信昭                                               |
| ロスト・バード         | カルロス・リヴァス         |                                                        |
| 不明 その他            |                            | 村瀬正彦 富山敬 西山連 緑川稔 増岡弘 杉田俊也 北見順子 |
|                        |                            |                                                        |
| 演出                   | 演出                       | 小林守夫                                               |
| 翻訳                   | 翻訳                       | 木原たけし                                             |
| 効果                   |                            |                                                        |
| 調整                   |                            |                                                        |
| 制作                   | 制作                       | 東北新社                                               |
| 解説                   | 解説                       | 淀川長治                                               |
| 初回放送               | 初回放送                   | 1968年10月6日 『日曜洋画劇場』                         |

オードリー・ヘプバーンのフィックス声優である池田昌子が初めてヘプバーンの吹替を担当した作品である。
日本語吹替音声はハピネットから2023年2月3日に発売の「吹替シネマ2023」シリーズ第1弾『許されざる者-日本語吹替音声収録 HDリマスター版-』に収録。一部音源の無い部分はオリジナル音声・日本語字幕となる。

## スタッフ
- 製作：ジェームズ・ヒル
- 監督：ジョン・ヒューストン
- 脚本：ベン・マドウ（英語版）
- 原作：アラン・ルメイ（英語版）『許されざる者』[5]
- 撮影：フランツ・プラナー（英語版）
- 美術：スティーブン・グライムズ
- 編集：ラッセル・ロイド（英語版）
- 音楽：ディミトリ・ティオムキン
- 録音：ベイジル・フェントン・スミス
- 衣装：ドロシー・ジーキンス
- 特殊効果：デイヴ・ケーラー

## エピソード
- オードリー・ヘプバーンは撮影中の1959年1月28日に落馬して脊椎を骨折し[6]、緊急輸送機で運ばれて入院した[7]。映画の撮影にコルセットを着けながら復帰できたのは3月10日だった[8]。さらに当時妊娠していたヘプバーンは撮影中は大丈夫だと医者に言われていたものの、撮影終了後の5月末に2度目の流産をしてしまう[7][9][10]。
- ヘプバーンが落馬して入院していた間、専任介護に当たったのは『尼僧物語』でヘプバーンが演じたシスター・ルークのモデルとなったマリー＝ルイーズ・アベだった[7][11][10]。
- 監督のジョン・ヒューストンがこの仕事を引き受けたのは、キャストが気に入ったのと、休暇を過ごしていた家族の場所に近かったことであった[7]。ヒューストンによると、「私は人種的不寛容の物語に、共同社会のモラリティの実態に対する批評にしたかった。しかし彼ら（ユナイテッド・アーティスツとバート・ランカスター）が望んでいたのは大活劇映画だった」ということで[12]、脚本に満足していたわけではなかった[7]。後年自伝では「自分の作品で嫌いなのは『許されざる者』だけだ。全体のトーンが大袈裟で肥大しすぎている。登場人物がみな実物大以上だ」と述べている[13][14]。
- しかし日本では評価が高く、大ヒットして1960年度の配給収入第5位に入っている[15]。雑誌『スクリーン』で “ぼくの採点表”というコーナーを持っていた映画評論家双葉十三郎の採点では☆☆☆★★（70点）と点数自体はすば抜けて高くはないが[16]、双葉は1960年度の第10位にこの作品を推している。
- ヘプバーンはこの作品の次にアルフレッド・ヒッチコック監督のヘンリー・セシル原作『判事に保釈なし（英語版）』に出演予定であったが、レイプシーンがあったので断っている[17][7][10][14]。相手役はローレンス・ハーヴェイ、父の判事役は『麗しのサブリナ』でも父親の役で共演したジョン・ウィリアムズと決まっていた[10][17]。ヘプバーンの最後のパートナーだったロバート・ウォルダーズは「オードリーはヒッチコックの映画が好きではなかった。あまりにもシニカルだと思っていた。一度『判事に保釈なし』について質問したところ、そんな映画を作る話があったことさえ覚えてなかった。」と話している[18]。